# La Grande-Motte
La Grande-Motte település Franciaországban, Hérault megyében. Lakosainak száma 8508 fő (2022. január 1.). La Grande-Motte Aigues-Mortes, Le Grau-du-Roi és Mauguio községekkel határos.

## Népesség
A település népességének változása:
| Lakosok száma | 2165 | 5016 | 6458 | 8488 | 8505 | 9047 | 8820 | 8696 | 8638 | 8508 |
|               | 1975 | 1990 | 1999 | 2011 | 2013 | 2016 | 2017 | 2019 | 2020 | 2022 |